# Госвін Кеттлер
Го́свін фон Ке́ттлер (нім. Goswin von Kettler; 1400 — 1471) — німецький лицар. Представник шляхетського роду Кеттлерів із Ассена. Народився у Вестфалії. Католик. Син Кордта Кеттлера. 1440 року успадкував маєтності батька разом із молодшим братом Реттгером. Заклав новий замок в Ассені та започаткував нову гілку роду. Став називатися «Кеттлер із Нового Ассена». Змінив старий родинний герб зі срібним щитом на новий — із золотим щитом. Чоловік Єлизавети фон Гацфельд із Вільденбурга, вдови Йоганна фон Ганкследена. Батько Готтгарда Кеттлера із Рейхена і Маргарити.

## Сім'я
- Батько: Кордт Кеттлер
- Дружина: Єлизавета фон Гацфельд (?—1451) — донька Готтфріда фон Гацфельда.
- Діти:

Готтгард Кеттлер із Рейхена (1450—1518) ∞ Марія-Маргарита фон Брокгорст-Батенбург (1451—1505).
Маргарита Кеттлер (?—1512) ∞ Йоганн фон Віш (?—після 1517), господар Вішу.